# Église Notre-Dame-de-l'Assomption de Siradan
L'église Notre-Dame-de-l'Assomption de Siradan est l'église du village de Siradan, dans le département français des Hautes-Pyrénées en France. Elle est affectée au culte catholique et dépend du diocèse de Tarbes et Lourdes.

## Historique
À l'origine, les villageois utilisaient l'église Saint-Pierre de Louga de style roman près du cimetière ; de cette église proviennent trois pierres (deux chrismes et un bas relief, le buste) qui ont été placées dans les murs de la nouvelle église.
En 1786, l'église Saint-Pierre de Louga présente de grandes fissures et menace de s'effondrer. Alors la chapelle Notre-Dame-des-Vignes du village Sainte-Marie est utilisée jusqu'à la construction d'une nouvelle église.
La nouvelle église Notre-Dame-de-l'Assomption fut construite en 1834 (date inscrite sur le portail).
Prosper-Marie Billère fut curé de cette église de 1854 à 1866.

## Description

### Extérieur
L'église présente plusieurs remplois de pierres sculptées gallo-romaines, parmi lesquelles un bas-relief représentant un buste de femme (voir les boucles d'oreilles), classé au titre objet des monuments historiques.

### Intérieur
- Retable monumental comportant quatre colonnes en bois d'ordre composite, les feuilles d'acanthe des chapiteaux dorés, le reste est peint.
- Tableau du Sacré-Cœur de Jésus signée P.F.A. de F. octobre 1866.
- Tableau du Christ aux outrages signé Paule d'Agos - 1855 - "Orate pro ea".
- Tableau de Léon XIII, pape de 1878 à 1903.

#### La nef
Les vitraux ont été réalisés en 1931 par l'atelier de Henri Moulenc, maître verrier à Toulouse, successeur de Louis Saint-Blancat de Toulouse (Ane Mson = Ancienne Maison).

#### Le chœur
Le maître-autel et le tabernacle sont en marbre blanc, le tabernacle est surmonté d'un ciborium en marbre blanc, derrière est placé un tableau de l'Assomption de Marie. Au-dessus est représentés le royaume des cieux avec des anges.
- Le tableau de l'Assomption de Marie est signé "Gorse, à Pau".
- Une statue de la Vierge à l'enfant en bois doré datant du XVe siècle est inscrit à l'inventaire des monuments historiques[3].
- Une statue d'un évêque en bois doré, saint Blaise (patron des agriculteurs).

Ces deux statues proviennent de l'ancienne église Saint-Pierre de Louga.

#### Chapelle de la Vierge-Marie
L'autel et le tabernacle sont en marbre blanc.

## Galerie

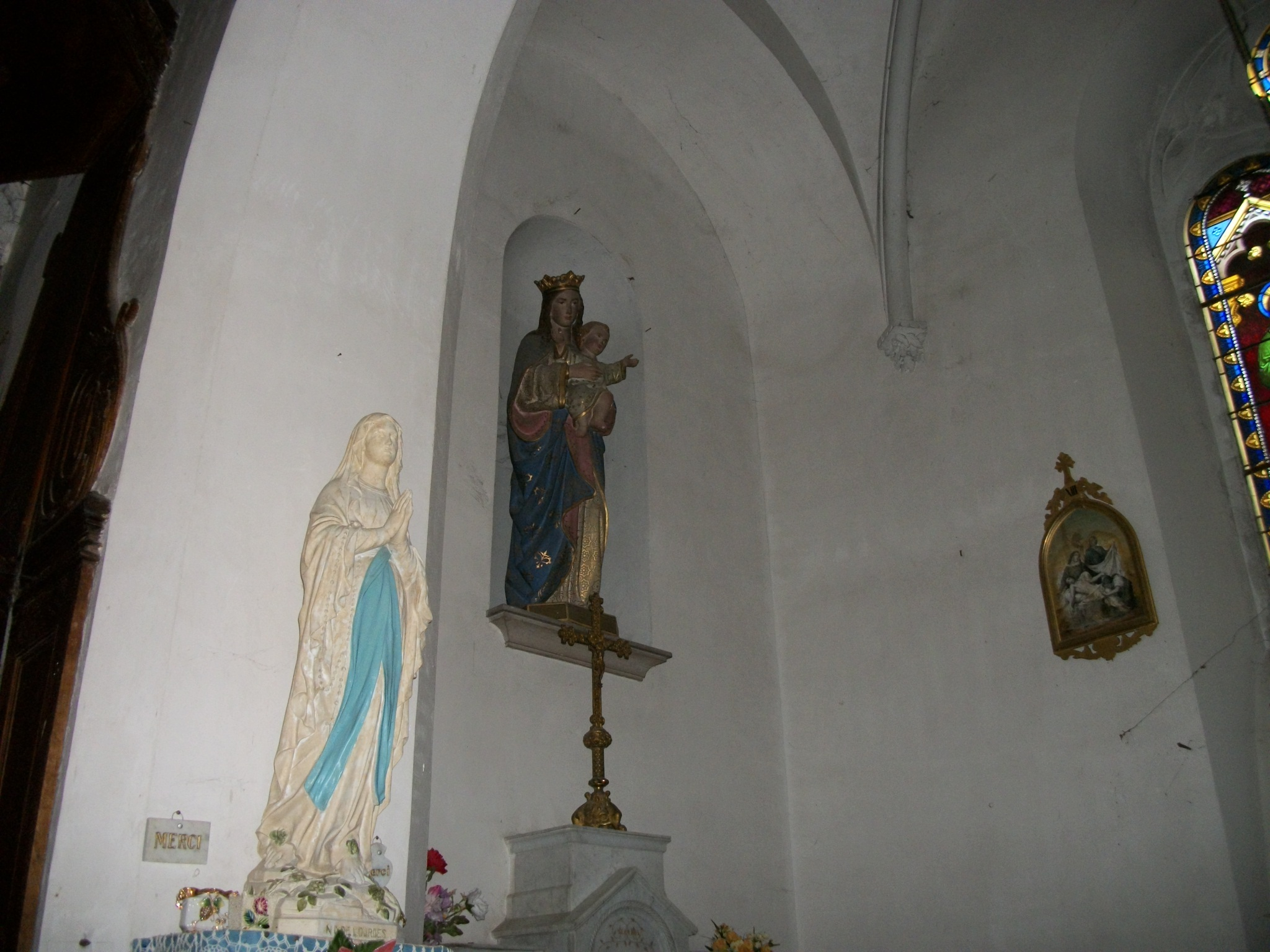
Autel et tabernacle, au-dessus une belle statue de la Vierge à l'Enfant
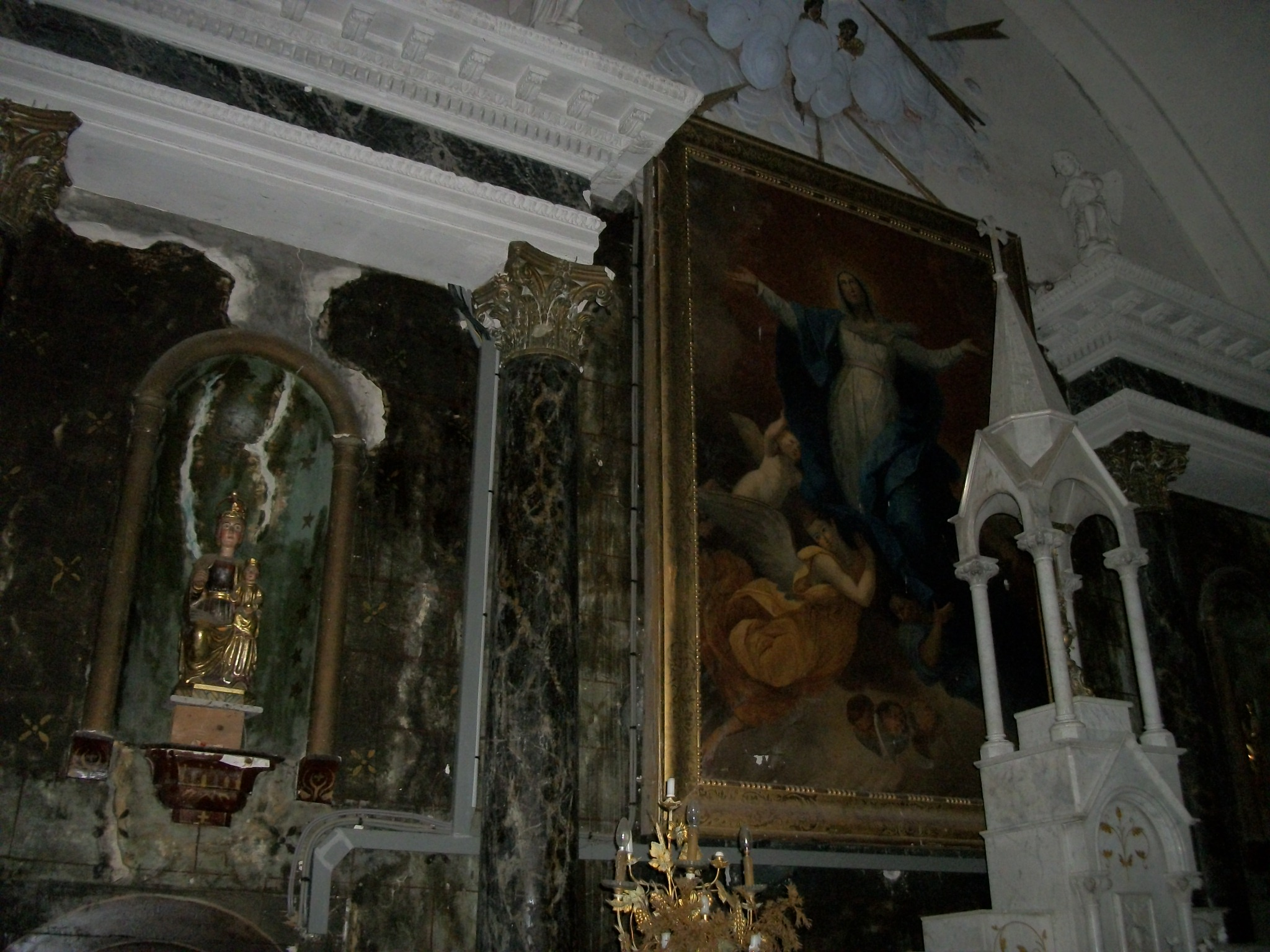
À gauche du tableau de l'Assomption, une statue de la Vierge à l'Enfant
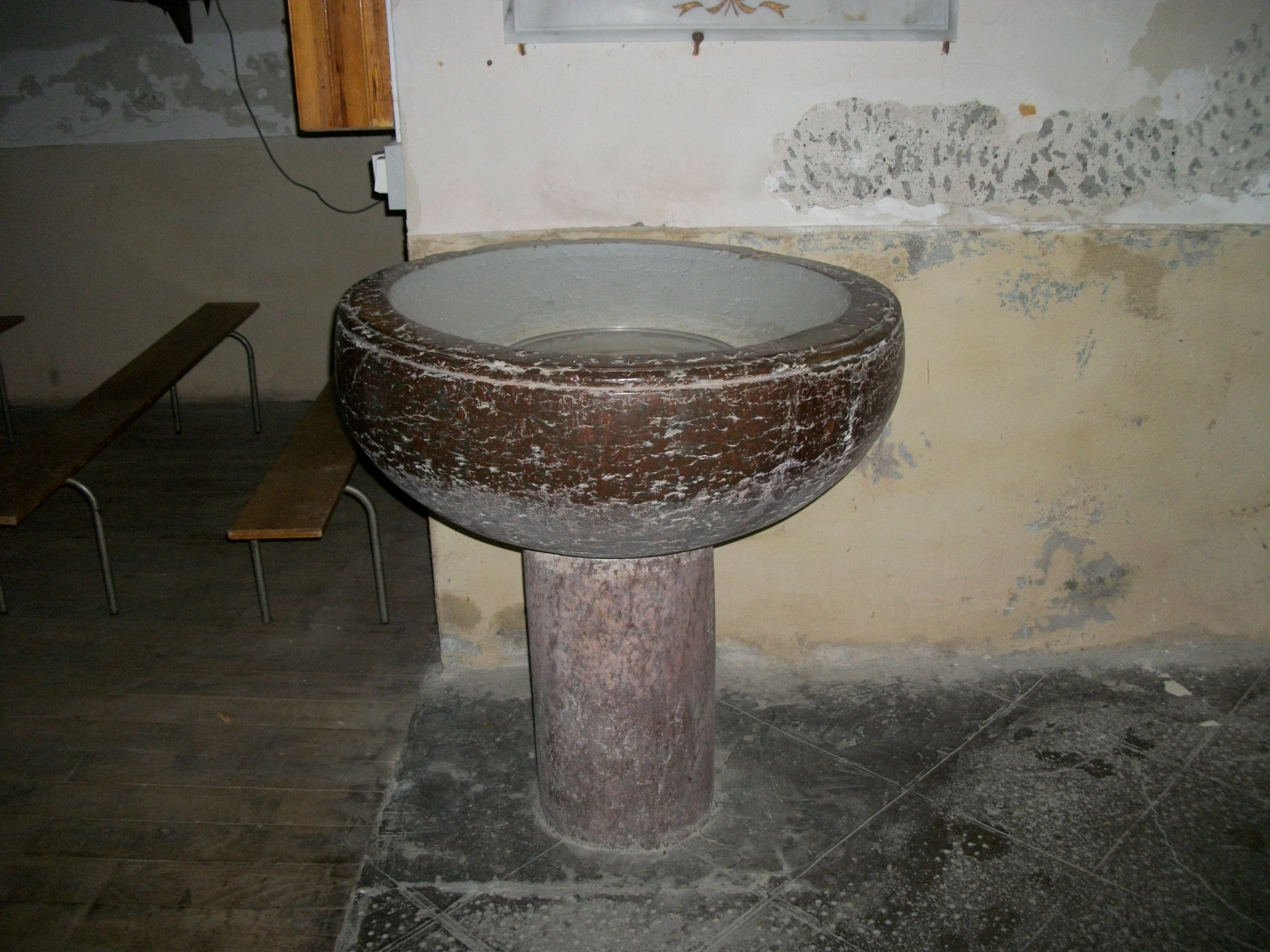
Un bénitier en marbre rose à l'entrée
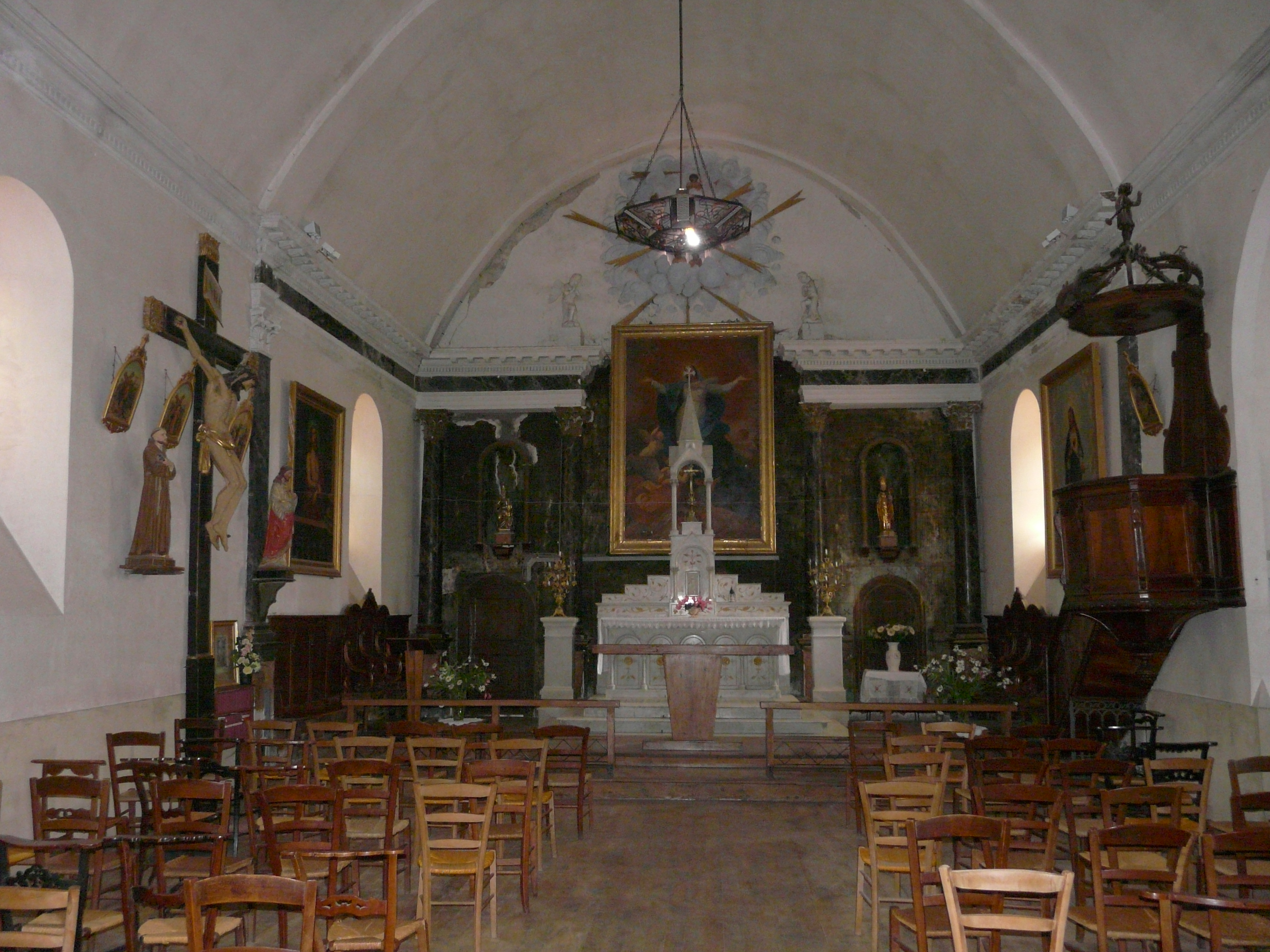
La nef de l'église